# Antonio José Rodríguez

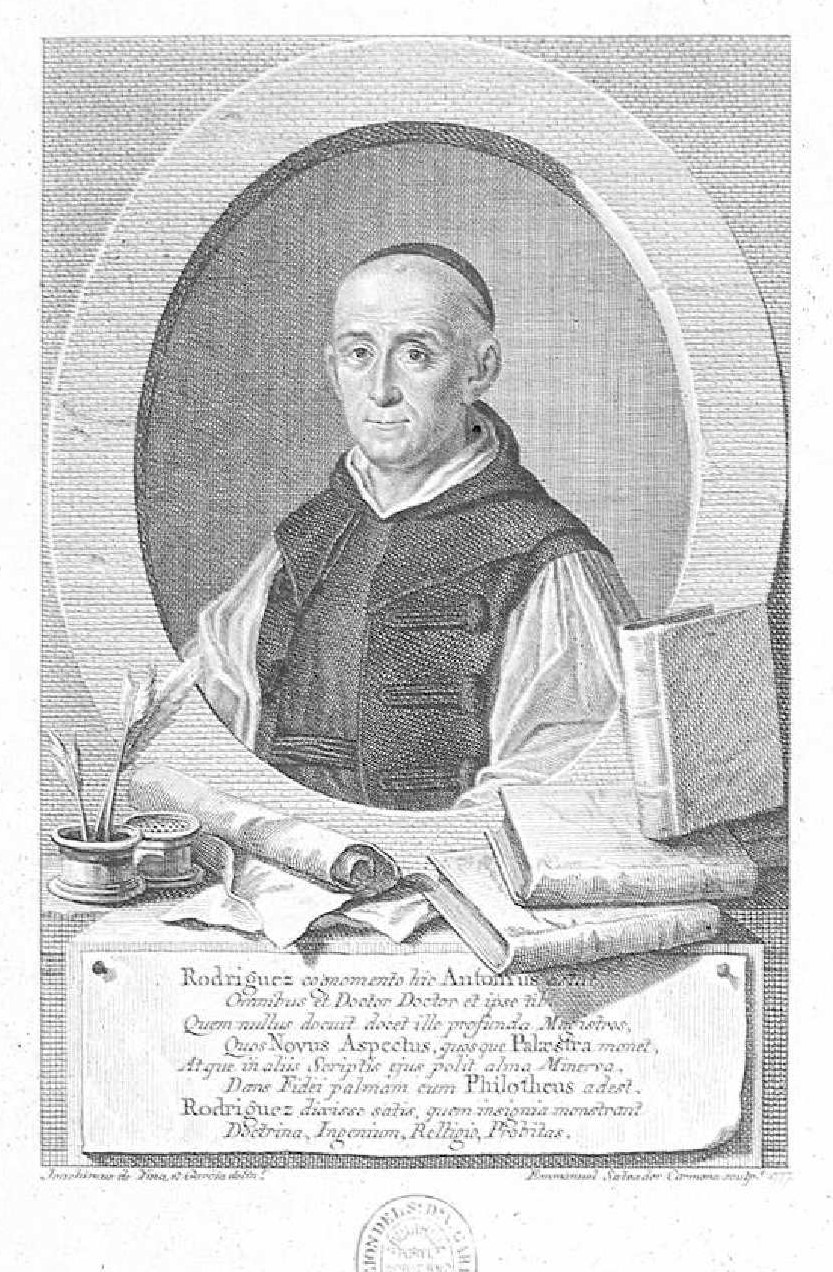
Retrato de Antonio José Rodríguez, grabado a buril de Manuel Salvador Carmona por dibujo de Joaquín Inza, 1777. Biblioteca Nacional de España

Antonio José Rodríguez (Villaviciosa de Odón, 8 de agosto de 1703-Vera de Moncayo, 1 de junio de 1777) fue un religioso cisterciense español que escribió varias obras sobre medicina.

## Biografía
Nacido en Villaviciosa de Odón (Madrid) el 8 de agosto de 1703, ingresó a los catorce años en el Real Monasterio de Santa María de Veruela de Vera de Moncayo (Zaragoza). Estudió de manera autodidacta medicina, farmacia, botánica y teología hasta que en 1741 se graduó en Artes y más tarde se doctoró en Teología. Perteneció como académico correspondiente a las sociedades médicas de Sevilla, Madrid y Oporto. Falleció en Santa María de Veruela el 1 de junio de 1777.
Recibió elogios de José Cervi, Martín Martínez y Benito Jerónimo Feijoo, mientras que a su doctrina se opusieron Narciso Bonamich, Miguel Rodríguez y Francisco García Hernández. En su obra Palestra crítico-médica, publicada en seis volúmenes entre 1734 y 1749, ataca los sistemas médicos de la época y se muestra partidario de la experiencia frente al dogma. También escribió Nuevo aspecto de teología médico-moral —en cuatro tomos—, Reflexiones teológico-canónimo-médicas sobre el ayuno eclesiástico (Madrid, Manuel de Moya, 1748), Disertaciones físico-matemático-médicas sobre el gran problema de la respiración y modo de introducir los médicamentos por las venas (Madrid, Manuel Martín, 1760), Disertación apologética sobre el origen, disciplina, presbiterado y gobierno antiguo del orden monástico (Madrid, Imprenta Real de la Gaceta, 1766), Carta respuesta a un ilustre prelado sobre el feto monstruoso hallado poco ha en el vientre de una cabra (Madrid, 1753), Tratado de teología y del derecho canónico (Madrid, 1760), Demostración de los fundamentos de la religión cristiana (Madrid, 1762) y Disertaciones de la regla de san Benito (Madrid, 1764).
En la entrada del monasterio de Veruela en el Diccionario geográfico-estadístico-histórico de España y sus posesiones de Ultramar de Pascual Madoz se menciona su lápida de esta forma: «...una losa en el trasaltar conserva para las ciencias la benemérita memoria del maestro fray Antonio José Rodríguez, fenecido en 1777, autor de numerosos volúmenes, y uno de los eruditos monges  [sic] que siguiendo las huellas de Feijoo prepararon la reforma de los estudios».